# Haines (Oregon)
Haines az Amerikai Egyesült Államok északnyugati részén, Oregon állam Baker megyéjében helyezkedik el. A 2010. évi népszámláláskor 416 lakosa volt. A város területe 1,97 km², melyből 0,03 km² vízi.
1885/1886-ban alapították az Oregon Railway and Navigation Company vasútvonalával együtt; korábban postakocsi járt erre.

## Éghajlat
A térség nyarai melegek (de nem forróak) és szárazak. A Köppen-skála alapján a város éghajlata meleg nyári mediterrán. A legcsapadékosabb a november–január, a legszárazabb pedig a július–október közötti időszak. A legmelegebb hónap július, a leghidegebb pedig december és január.
| Hónap                         | Jan.  | Feb.  | Már.  | Ápr.  | Máj. | Jún. | Júl. | Aug. | Szep. | Okt.  | Nov.  | Dec.  | Év    |
| ----------------------------- | ----- | ----- | ----- | ----- | ---- | ---- | ---- | ---- | ----- | ----- | ----- | ----- | ----- |
| Rekord max. hőmérséklet (°C)  | 16,1  | 18,9  | 25,6  | 31,7  | 34,4 | 38,9 | 40,0 | 41,1 | 38,3  | 32,2  | 22,2  | 15,6  | 41,1  |
| Átlagos max. hőmérséklet (°C) | 1,1   | 4,4   | 10,0  | 14,4  | 18,9 | 23,3 | 28,9 | 28,9 | 23,9  | 16,1  | 6,7   | 1,1   | 14,9  |
| Átlaghőmérséklet (°C)         | −3,9  | −1,4  | 3,1   | 6,4   | 10,6 | 14,5 | 18,4 | 18,1 | 13,4  | 7,0   | 0,6   | −3,9  | 7,0   |
| Átlagos min. hőmérséklet (°C) | −8,9  | −7,2  | −3,9  | −1,7  | 2,2  | 5,6  | 7,8  | 7,2  | 2,8   | −2,2  | −5,6  | −8,9  | −1,0  |
| Rekord min. hőmérséklet (°C)  | −34,4 | −33,3 | −20,6 | −11,1 | −8,3 | −3,3 | −1,1 | −2,8 | −8,3  | −16,7 | −26,7 | −39,4 | −39,4 |
| Átl. csapadékmennyiség (mm)   | 20    | 15    | 21    | 22    | 38   | 30   | 17   | 18   | 14    | 16    | 22    | 25    | 258   |
| Forrás: The Weather Channel   |       |       |       |       |      |      |      |      |       |       |       |       |       |

## Népesség

### 2010
A 2010-es népszámláláskor a városnak 416 lakója, 175 háztartása és 115 családja volt. A népsűrűség 211,2 fő/km2. A lakóegységek száma 201, sűrűségük 102 db/km2. A lakosok 94,5%-a fehér,  1,2%-a indián,   0,7%-a egyéb, 3,6%-a pedig kettő vagy több etnikumú. A spanyol vagy latino származásúak aránya 1,4% (1,4% mexikói,   )
A háztartások 30,3%-ában élt 18 évnél fiatalabb. 46,9% házas, 11,4% egyedülálló nő, 7,4% egyedülálló férfi, 34,3% pedig nem család. 27,4% egyedül élt; 12%-uk 65 éves vagy idősebb. Egy háztartásban átlagosan 2,38 személy élt; a családok átlagmérete 2,78 fő.
A medián életkor 43,3 év volt. A város lakóinak 23,3%-a 18 évesnél fiatalabb, 7,3% 18 és 24 év közötti, 21,9%-uk 25 és 44 év közötti, 32,1%-uk 45 és 64 év közötti, 15,4%-uk pedig 65 éves vagy idősebb. A lakosok 50,5%-a férfi, 49,5%-a pedig nő.

### 2000
A 2000-es népszámláláskor  a városnak 426 lakója, 183 háztartása és 127 családja volt. A népsűrűség 216,2 fő/km2. A lakóegységek száma 207, sűrűségük 105,1 db/km2. A lakosok 95,77%-a fehér,  1,64%-a indián, 0,47%-a ázsiai,  2,11%-a egyéb-, . A spanyol vagy latino származásúak aránya 1,64% (0,9% mexikói, 0,2% Puerto Ricó-i,  0,5% pedig egyéb spanyol/latino származású.)
A háztartások 32,8%-ában élt 18 évnél fiatalabb. 50,3% házas, 12% egyedülálló nő; 30,6% pedig nem család. 27,3% egyedül élt; 13,1%-uk 65 éves vagy idősebb. Egy háztartásban átlagosan 2,33 személy élt; a családok átlagmérete 2,82 fő.
A város lakóinak 27,2%-a 18 évesnél fiatalabb, 5,6% 18 és 24 év közötti, 26,3%-uk 25 és 44 év közötti, 24,2%-uk 45 és 64 év közötti, 16,7%-uk pedig 65 éves vagy idősebb. A medián életkor 39 év volt. Minden 100 nőre 96,3 férfi jut; a 18 évnél idősebb nőknél ez az arány 93,8.
A háztartások medián bevétele 25 000 amerikai dollár, ez az érték családoknál $26 500. A férfiak medián keresete $18 750, míg a nőké $14 875. A város egy főre jutó bevétele (PCI) $13 134. A családok 22,1%-a, a teljes népesség 25%-a élt létminimum alatt; a 18 év alattiaknál ez a szám 41,7%, a 65 évnél idősebbeknél pedig 8,1%.

## Fordítás
Ez a szócikk részben vagy egészben  a   Haines, Oregon című angol Wikipédia-szócikk ezen változatának fordításán alapul.  Az eredeti cikk szerkesztőit annak laptörténete sorolja fel. Ez a jelzés csupán a megfogalmazás eredetét és a szerzői jogokat jelzi, nem szolgál a cikkben szereplő információk forrásmegjelöléseként.